# 酋長
酋長（しゅうちょう）とは、主に文明的な農耕型社会から見て「未開」とされる部族の長をいう。
そもそも「未開」という認識そのものが差別的行為であり、侮蔑的な語であるとして、現在では使用が忌まれる傾向にあり、主に「首長」、「部族長」などの語に置き換えられる傾向にある。また部族名を冠して、「部長」という呼称を用いる場合もある（ケレイト部長など）。

## 語源
酋とは元は「かしら」「すぐれる」「熟した古い酒」「酒を司る官」という意味であり、特に差別的な意味合いは無かった。
だが、16世紀の明において、当時のイギリスのエリザベス1世が女性であったため、当時の儒教的価値観から彼女を「王」とは認めず、「酋」と記録した。これ以降、侮蔑的な意味で「酋」が使われるようになり、未開部族の長を「酋長」と呼ぶようになった。

## 用例
- インディアンの酋長
- アフリカの酋長
- 南の島の酋長
- 蝦夷の酋長
- アイヌの酋長
- 人喰い酋長
- ブータンの酋長 (国王ジグメ・ワンチュクに対して用いられた。戦前の日本語書籍に用例がある。)
- パプアニューギニアにおいて、かつてこの地を支配したドイツ、そして現政府が任命した部族長であるルルアイの和訳語として、酋長が用いられる事がある。

## アミール
「酋長」はアラビア語のアミール（امير, amīr）の漢語訳のひとつである。この場合の「酋長」は、アミールがイスラーム教国の国家元首や親王、貴族、王侯を表すという理解に基づく意訳である。近年では「埃米尔」と音訳されることが多い。日本語では「アラブ首長国連邦」と呼ばれている国家についても、中華人民共和国政府は公式に「阿拉伯聯合酋長国」と呼ぶ。

## 大酋長
ポリネシアの伝統的君主号であるトゥッイ（Tu'i）の和訳語として、「大酋長」の語が用いられた事がある。オセアニア各地の酋長の上位者という意味である。上記の通り、これも現在は「大首長」と置き換えられている。
また現在のサモアの元首：オ・レ・アオ・オ・レ・マーローは、世襲の有力者である4人のタマ・ア・アイガから選ばれるのが不文律となっており、これも大首長と和訳される事がある。
また、アイヌの「大酋長」としてシャクシャインの名が知られているが、これはアイヌの一斉蜂起のリーダーであり、オセアニアの大首長のように、一大帝国を築いた存在ではない。

## アメリカ・インディアンの酋長
インディアンの場合の「酋長」は、「チーフ（Chief）」の訳語として用いられている。
文字を持たない合議制社会であるインディアン社会では、気前がよく、また弁舌に長けた者が周囲から認められて初めて酋長となった。個人が誰かに任命されたり、他者を押しのけて就任したりするようなものではない。その役割は、あくまで「調停者」、「世話役」、あるいはむしろ「奉仕者」であって、「司令官」や「指導者」、「首長」というような権力者ではなく、他者を従属させるとか命令するとかいった権限は持っていない。インディアンにおける「酋長」を、アフリカの部族社会における酋長のような、「合議制に対立する独任制の長官」である「首長」と訳するのは誤りである。「部族を代表する長」でもないから、「部族長」という表現も正しくない。
クリストファー・コロンブスが、バハマ諸島に上陸した際に、初めて出会ったインディアン達のなかの「チーフ」を、「指導者」と思い込んだこの誤解は、その直後のコロンブス自身によるインディアンへの大虐殺の中で、酋長への残酷な拷問や拉致に繋がった。コロンブスは「酋長」を制すれば部族民は屈服すると考えたのである。
しかし、白人が考えるような「全部族民を統率する大酋長」というような絶対権力者的存在は、そもそも過去にも現在にもインディアン社会は持っていない。ハリウッド西部劇映画に登場するような「全部族民を統率する大酋長（Grand Chief）」であるとか、「戦士たちを率いる戦争酋長（War Chief）」などといったものは、実際には存在しない。これはすべて白人がアフリカの部族や、自分たちの政治体制を基にインディアン文化を解釈しようとして生まれた誤解である。しかしこの誤解が、白人とインディアンとの軋轢を生み、「インディアン戦争」を激化させた。白人は酋長と盟約すればすべての部族民や戦士たちが盲従すると考えたのである。しかしこれは上述したように白人の単なる思い込みである。戦士たちを頭ごなしにした白人の態度は、インディアン戦士たちをただ怒らせるだけだった。
アメリカインディアン、スー族の権利運動家であり、俳優でもあるラッセル・ミーンズ（Russell Means）は、自身が「酋長」役で出演したハリウッド映画『ラスト・オブ・モヒカン』（1992年）についてのインタビューで、強権的なインディアン酋長と、これに服従する部族民の描写について、「まるでハリウッド映画のステレオタイプな“アフリカの村”だ」とその不自然さを笑っている。